# Basilika St. Martin (Weingarten)

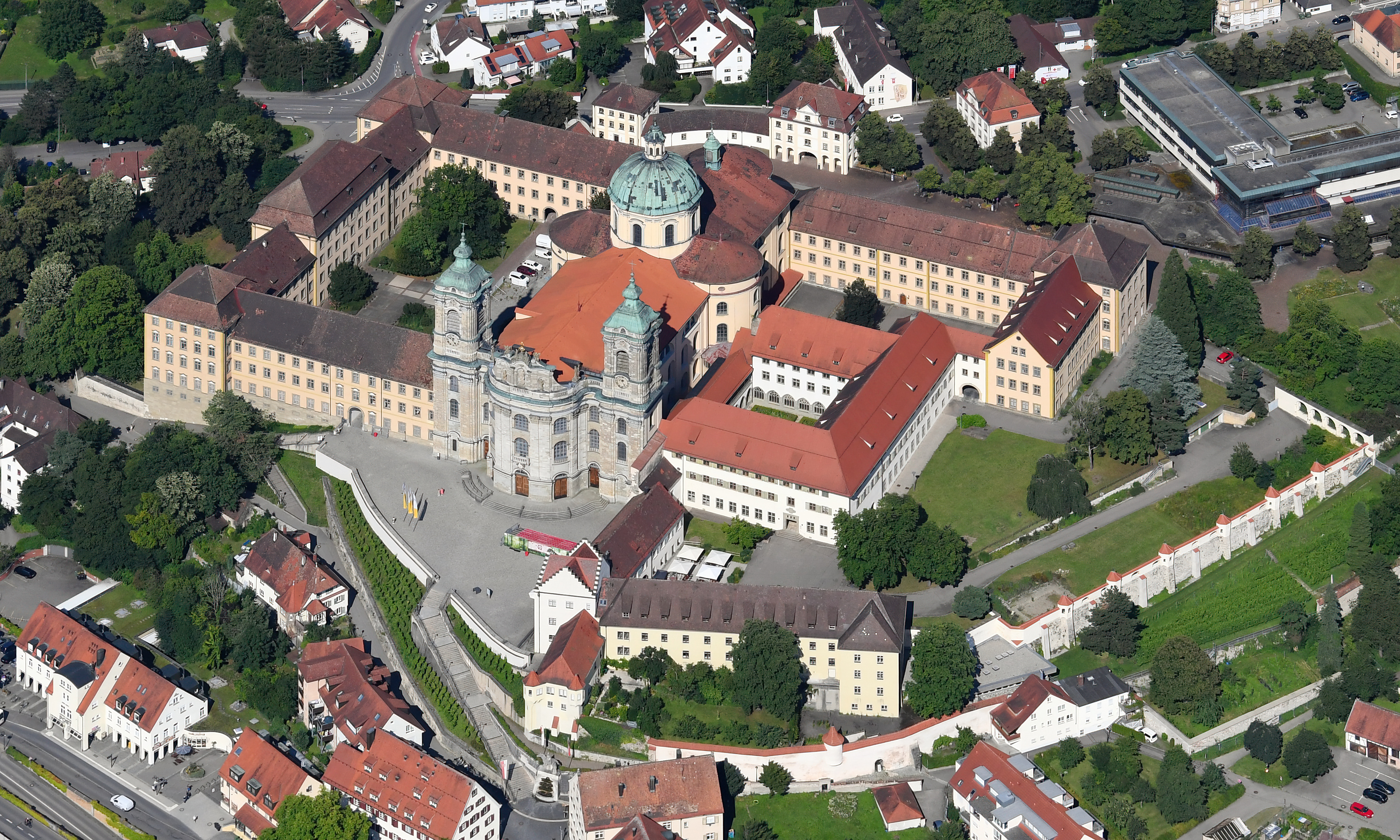
Luftbild der Klosteranlage in Weingarten mit der Basilika St. Martin, 2024

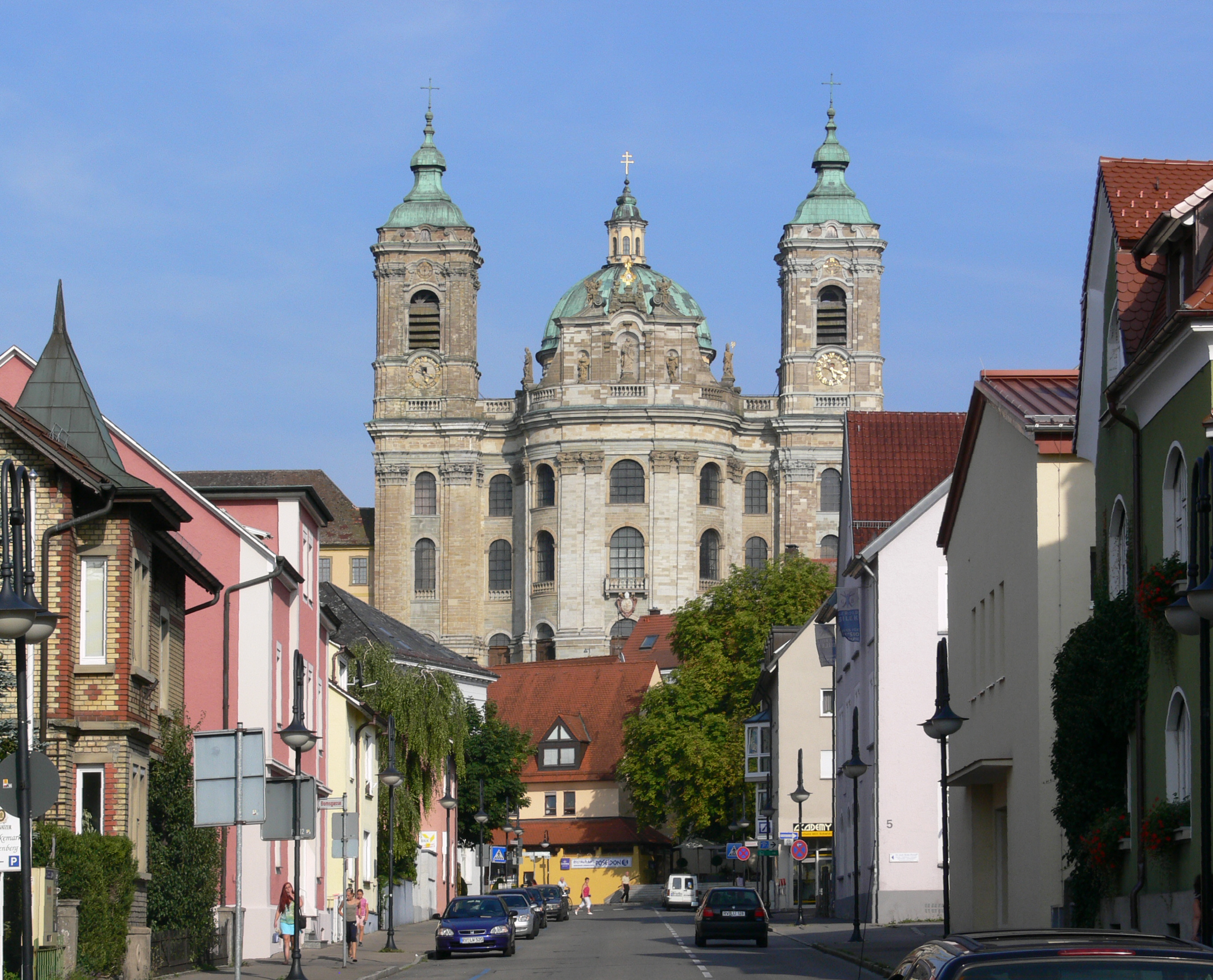
Westfassade

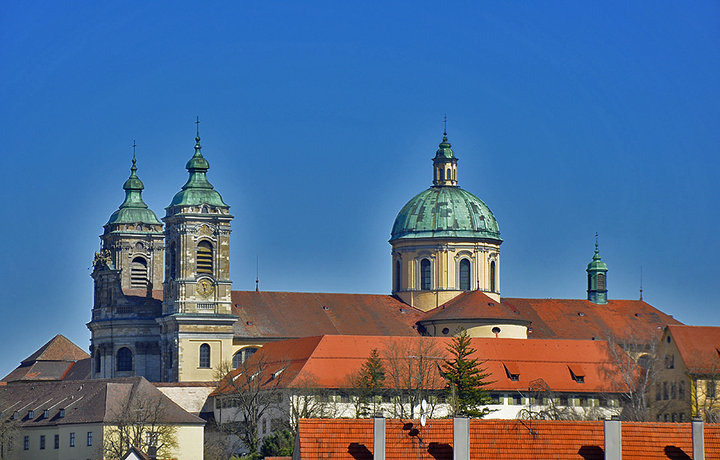
Südansicht

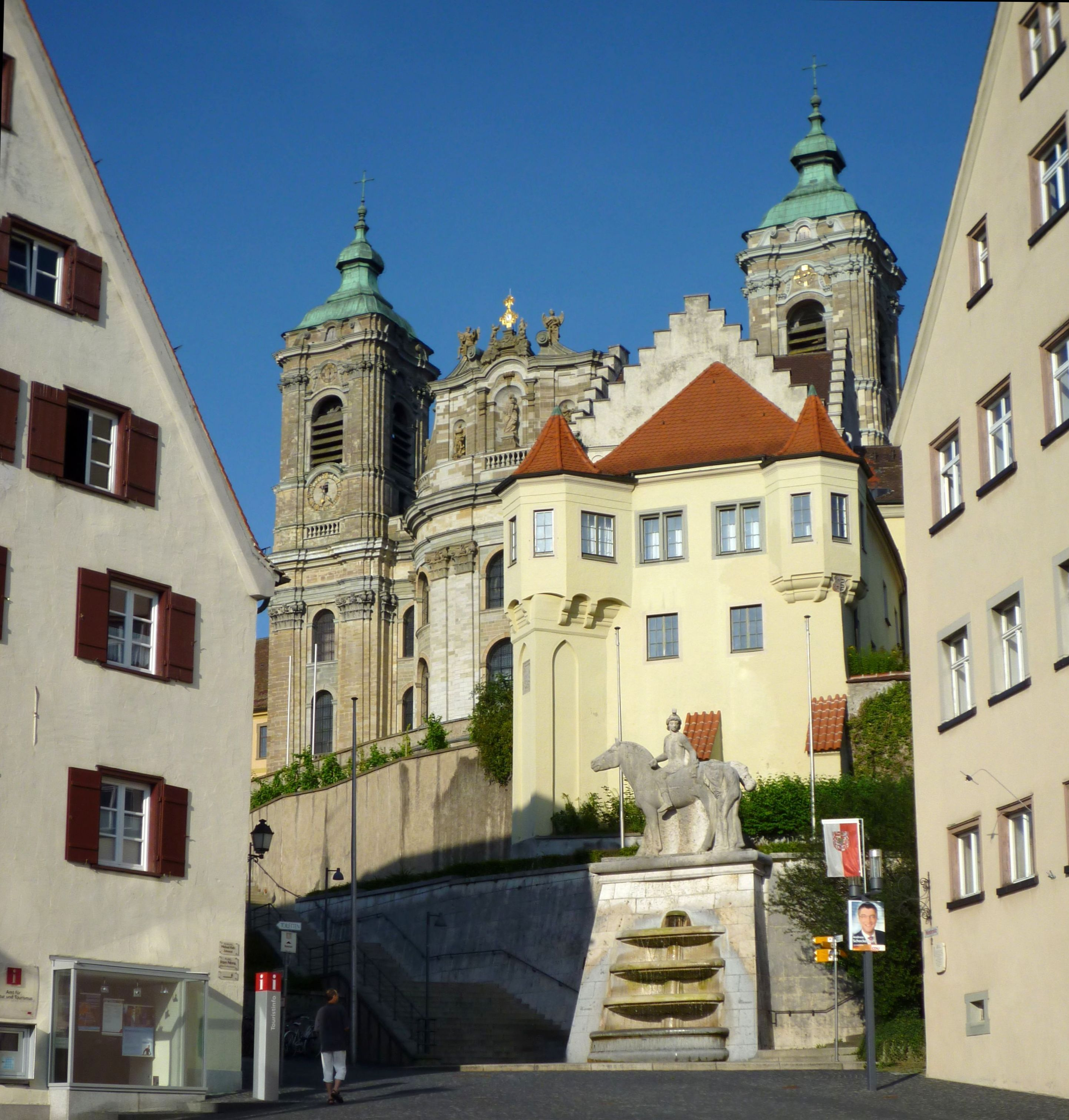
Treppe von der Stadt zur Basilika mit Martinsbrunnen und ehemaliger Klosterapotheke (heute Pfarramt)

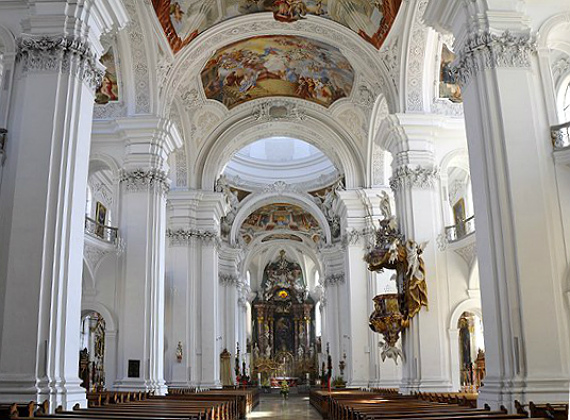
Innenansicht der Basilika

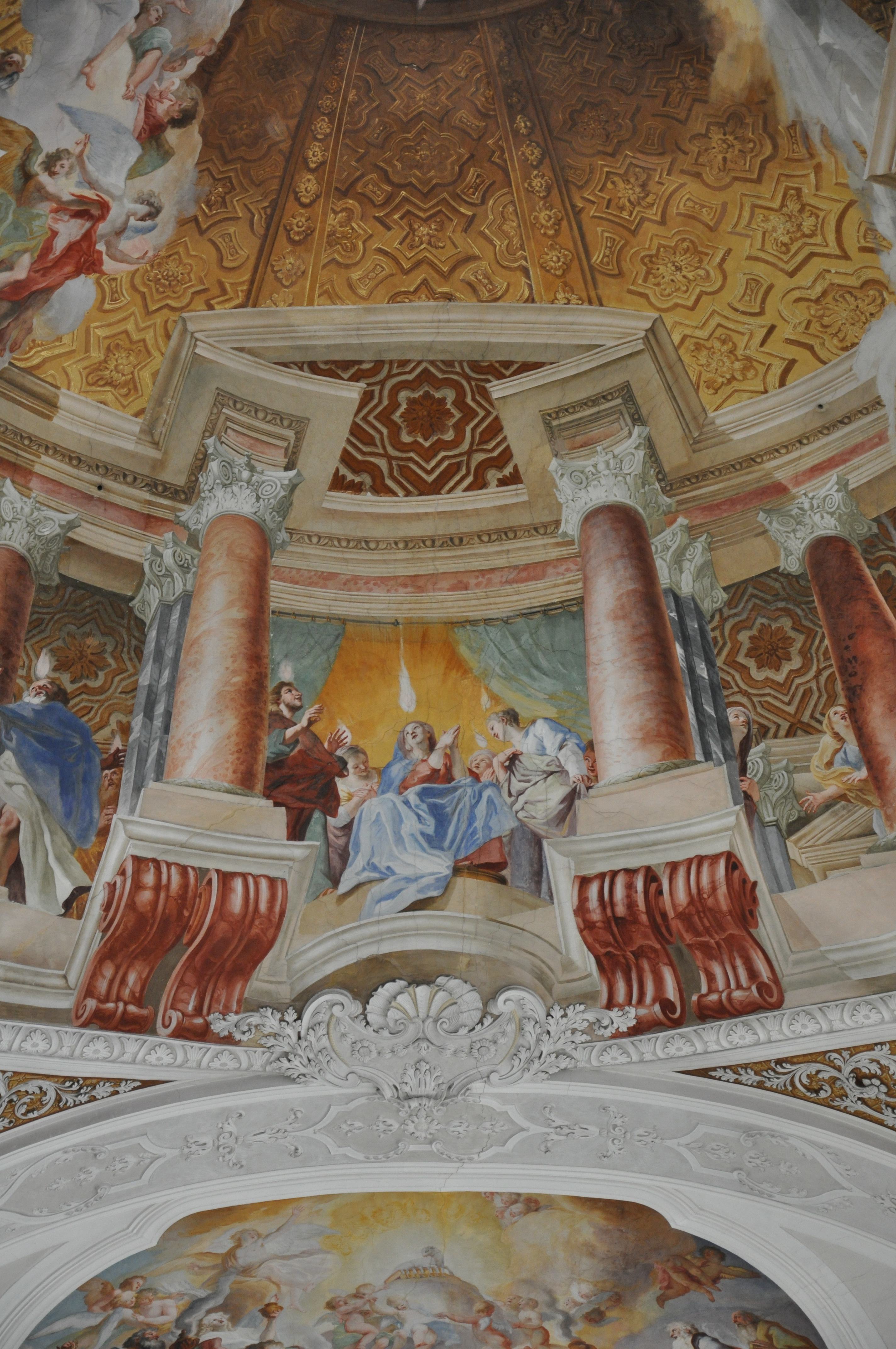
Chorfresko

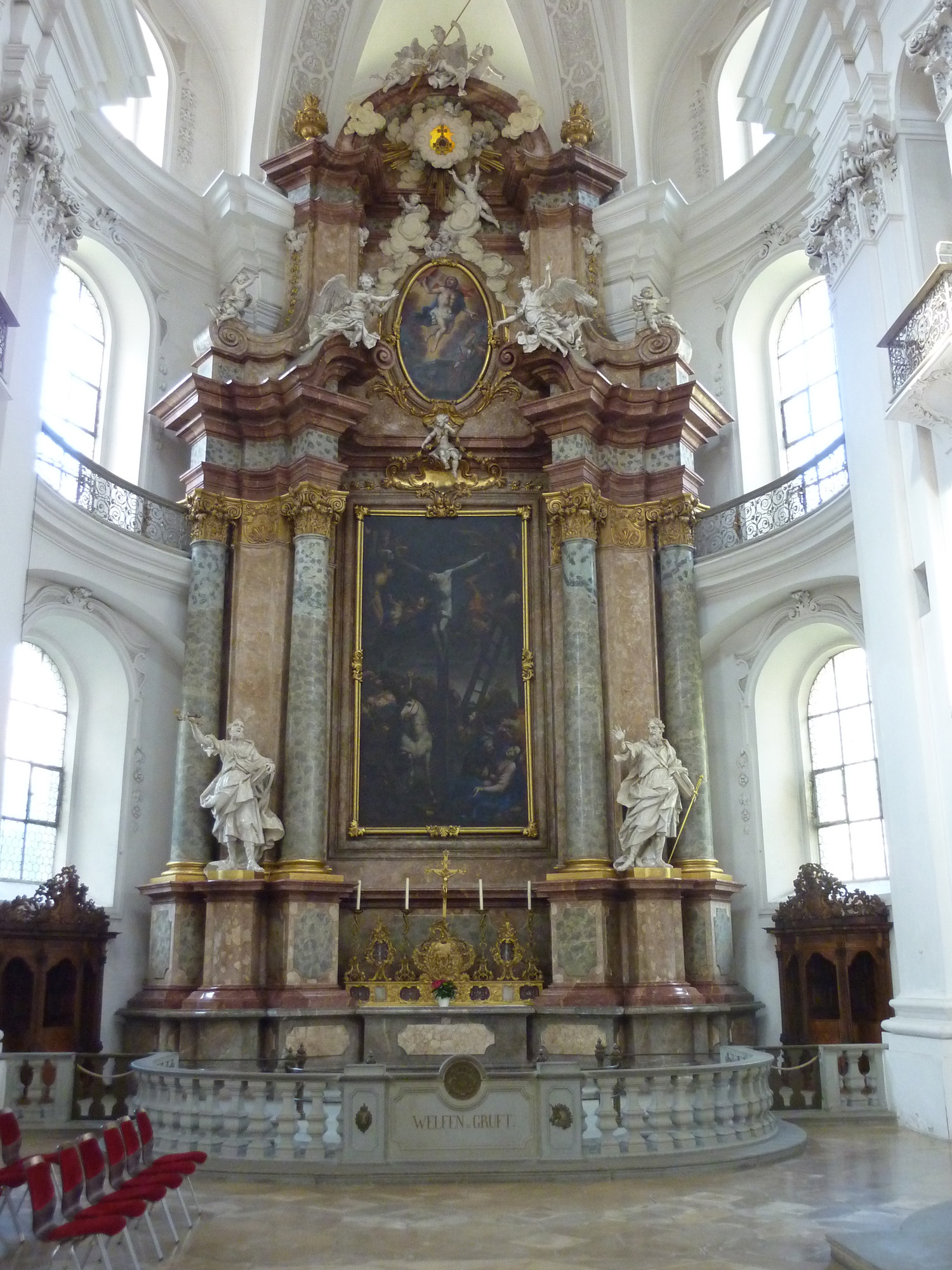
Kreuzigungsaltar im nördlichen Querschiff

Die Basilica minor St. Martin und Oswald ist die 1724 geweihte frühere Stiftskirche der Reichsabtei Weingarten in Weingarten (vormals Altdorf) im baden-württembergischen Landkreis Ravensburg.
Architektonisch ist die römisch-katholische Kirche keine Basilika, sondern eine barocke Emporenhalle.

## Geschichte

### Vorgängerbauten
Die Kirche ersetzte einen romanischen Vorgängerbau, der 1056 von Welf IV. als Grablege der Welfen gestiftet worden war. Er selbst wurde nach 1101 hier bestattet. Die Kirche und das zugehörige Kloster der Benediktiner stehen an der Stelle einer auf das 10. Jahrhundert zurückgehenden Pfalz auf dem Martinsberg und wurden mit dem Grundbesitz dieser ursprünglichen Stammburg der schwäbischen Welfen ausgestattet. Diese war ihrerseits an der Stelle eines alamannischen Herrensitzes entstanden, der sich neben einem germanischen Heiligtum befand. Die aus dem Kerngebiet des Fränkischen Reichs im Maas/Mosel-Raum eingewanderten Welfen weihten die Kirche dem fränkischen Nationalheiligen Martin von Tours. Abt Cono von Waldburg ließ zunächst eine 14 m lange Leutkirche erbauen. Ab 1124 entstand dann eine hochromanische dreischiffige Säulenbasilika.

### Barocke Neuanlage
1712 sind Entwürfe zum Kirchenneubau durch Franz Beer und Johann Jakob Herkomer dokumentiert. Der Grundstein der Barockkirche wurde am 22. August 1715 gelegt. Sie ersetzte die romanische Kirche der Benediktinerabtei. 1716 schied Franz Beer aus der Leitung der Bautätigkeiten aus. Seit 1717 war der württembergische Landbaumeister Donato Giuseppe Frisoni leitender Baumeister. 1724 wurde der Kuppelbau abgeschlossen. Die Weihe fand während der Amtszeit von Abt Sebastian Hyller am 10. September 1724 durch den Bischof von Konstanz Johann Franz Schenk von Stauffenberg statt, Titelheilige sind Martin von Tours und Oswald. Die Gesamtbaukosten wurden auf 273.000 Gulden beziffert, die in bar bezahlt wurden.
Die Kirche ist mit einer Kuppelhöhe von 67 Metern und einer Länge von 102 Metern das größte barocke Kirchenbauwerk Deutschlands und die größte Kirche in der Diözese Rottenburg-Stuttgart. Sie steht auf derselben Ebene mit dem gleichlangen Dom zu Passau. Abt Hyller, nach dem auch eine Straße in Weingarten benannt ist, wählte für den Neubau der Kirche bewusst nahezu die hälftigen Ausmaße des Petersdoms in Rom. Die Fresken schuf 1718 bis 1720 Cosmas Damian Asam. Die reichhaltigen Stukkaturen fertigte unter dem Architekten Donato Giuseppe Frisoni der Stuckateur Giacomo Antonio Corbellini. Der Wessobrunner Franz Schmuzer erstellte sechs Seitenaltäre. Das Chorgestühl schnitzte 1720 bis 1724 der Bildhauer und Stukkateur Joseph Anton Feuchtmayer.
Die Benediktinerreichsabtei wurde 1803 aufgelöst. Seit 1811 dient die Kirche als Pfarrkirche der katholischen Pfarrei St. Martin. Von 1922 bis 2010 war sie zugleich Klosterkirche der wiederbesiedelten Benediktinerabtei Weingarten.
Aus Anlass der 900-Jahr-Feier der Gründung der Benediktinerabtei durch die Welfen wurde die Kirche 1956 von Papst Pius XII. zur Basilica minor erhoben. 1927/28 wurde die Fassade restauriert, 1952–56 der Innenraum. Bei der Innenraumrestaurierung wurde der originale Innenputz weitgehend entfernt. Eine umfassende Renovierung der Kuppel (Konstruktion, Außenhaut, Fresken) fand 2003 bis 2006 unter Leitung des Landesamts für Denkmalpflege Baden-Württemberg statt. Seit 2021 begann eine auf mehrere Jahre angelegte Renovierung des Innenraums inklusive Fresken und Dachstuhl.
Die in der Kirche aufbewahrte Heilig-Blut-Reliquie ist Gegenstand religiöser Verehrung in ganz Oberschwaben. Sie steht im Mittelpunkt einer der größten Reiterprozessionen Europas, des jährlich stattfindenden Blutrittes.

## Architektur

### Außenbau
Die Abteikirche Weingarten ist ein groß dimensionierter barocker Kirchenbau mit Doppelturmfassade, rund schließenden Querarmen, Tambourkuppel und halbkreisförmiger Apsis. Die Fassade erstreckt sich über sieben Achsen. Der Mittelteil wölbt sich in kräftiger plastischer Schwellung vor. Ein zurückweichende Achse verbindet Mitte und Turmuntergeschosse. Kolossalpilaster vermitteln zwischen Sockel und Gebälkzone, im vorschwingenden Mittelteil als Doppelpilaster, in den beiden Außenachsen als übereinandergelegte Pilaster. Der Sockel nimmt fünf Portalöffnungen auf. In den Hauptgeschossen durchbrechen zwölf große Rundbogenfenster die Fassadenmauer. Die Außenachsen werden über dem Hauptgebälk als Turmgeschosse weitergeführt. Zwischen den Türmen erhebt sich ein volutengekrönter Schaugiebel, der in seiner Mittelnische eine Marienstatue aufnimmt. Die hohe Tambourkuppel ist nur aus der Ferne zu sehen und bestimmt daher die Wirkung der Fassade aus der Nähe nicht.

### Innenraum
Der Innenraum ist als ganz in Weiß gehaltener Wandpfeiler-Emporensaal gestaltet. Der Grundriss zeigt eine Abfolge von sieben Abschnitten. Drei breitrechteckige Raumabschnitte bilden das Kirchenschiff. Es folgt der quadratische Kuppelraum, die Vierung. Daran schließt sich der leicht längsrechteckige Chorraum an. Zwischen Chor und Altarhaus ist, genau wie im Westen zwischen Eingangshalle und Langhaus, ein Vorjoch eingeschaltet. Den Rundungen von Fassade und Chorapsis entsprechen die gerundeten Querarme. Den Raumeindruck des Weingartner Innenraums bestimmen die Wandpfeiler. Sie tragen die Gewölbe und leiten zum Ziel der Raumflucht, dem Hochaltar. Die Pfeilerköpfe sind an drei Seiten mit korinthischen Pilastern besetzt. Kolossale Gebälkstücke leiten zu den Gewölbegurten über. Da die Emporen zurückgesetzt sind, nähern sich die Pfeiler in der Erscheinung Freipfeilern an. Dieser Eindruck wird durch Durchgangsarkaden zwischen den Abseiten noch verstärkt. Quertonnen überspannen die Abseiten. Über Langhaus und Mönchschor wölben sich insgesamt vier Kuppeln mit riesigen Fresken. Vier Pfeilermassive, die gedoppelte Gurtbögen tragen, umstehen die Vierung und tragen die Tambourkuppel. Die Querarmwände sind dreigeschossig gegliedert, wobei Laufgänge die Emporen ersetzen. Gewölbt werden die Querarme durch gurtgegliederte Halbkuppeln, in die Stichkappen einschneiden. Beherrschendes Motiv der Querhäuser aber sind die Altäre Frisonis mit ihrer Säulenarchitektur. Im Chor verbergen sich hinter dem Gestühl Seitenräume. Die Empore verläuft hier als Verbindungsgang an der Mauerwand. Der Altarraum ist ähnlich gestaltet wie die Querarme. Im gesamten Innenraum tauchen große Fenster den Saalraum in helles Licht. Der Weingartner Wandpfeilersaal erhält so „hallenartige Weite“. Der Bau der Abteikirche Weingarten stellt eine Synthese zahlreicher Einflüsse dar. Querhaus- und Chorrundung lassen sich vom Salzburger Dom herleiten, eine in Deutschland seltene Tambourkuppel besitzen neben dem Salzburger Dom etwa die Münchner Theatinerkirche und die Kemptner Stiftskirche, die vorgewölbte Fassade ist in der Salzburger Kollegienkirche von 1694 vorgebildet.

### Maße des Kirchenbaus
- Länge: 102 m
- Länge einschließlich Chorumgang: 106 m
- Höhe der Kuppel (außen): 67 m
- Höhe der Kuppel mit Laterne (innen): 61
- Kuppeldurchmesser: 15 m

## Ausstattung

### Fresken
Die Deckenfresken wurden zwischen 1718 und 1720 von Cosmas Damian Asam ausgeführt und stellen einen Höhepunkt der barocken Kirchenmalerei in Deutschland dar. Insgesamt schuf Asam rund 1100 m2 freskierte Fläche. Die Fresken bilden einen farbkräftigen Kontrast zum ansonsten überwiegend weißen Kircheninnern.

#### Fresken im Langhaus
Das Fresko im Vorjoch behandelt Christi Geburt inmitten von Hirten, anbetenden Engeln und heiligem Joseph. Im ersten Langhausjoch ist die Gewinnung der Heilig-Blut-Reliquie dargestellt. Gerahmt von einer antikischen Architektur spritzt Christi Blut aus der Seitenwunde. Unterhalb des Strahls ist schon die Heilig-Blut-Reliquie auf rotem Kissen zu sehen. Links auf einer Wolkenbank der den Fuß Jesu stützende Engel, rechts der hl. Longinus mit der Lanze. Das von Weintrauben umgebene Wappen ist das des zur Zeit der Entstehung der Fresken in der Abtei Weingarten amtierenden Abtes Sebastian Hyller. Das Fresko des zweiten Langhausjochs zeigt die Glorie des heiligen Benedikt auf einer Wolke thronend im Kreis von Heiligen und Päpsten. Im dritten Langhausjoch ist die Himmelfahrt Mariens zu sehen: Maria fährt umgeben von musizierenden Engeln und Putten, die Blumengebinde halten, gen Himmel. Zurück bleiben unten die um den leeren Sarkophag versammelten Apostel.

#### Kuppelfresko
Das Fresko in der Kuppel führt die Versammlung der auf Wolkenbänken sitzenden Heiligen vor Augen. Eine eigene Gruppe bilden Gottvater auf der Weltkugel, der die Krone reichende Christus und Maria in blauem Mantel und rotem Gewand. Links davon Johannes der Täufer mit der Fahne und Petrus mit dem Fischernetz. Auf der gegenüberliegenden Seite König David mit der Harfe, Helena mit dem aufgefundenen Kreuz, Cäcilie an der Orgel und Laurentius mit dem Rost. Auf einem inneren Wolkenkreis drängen sich zahllose Engelköpfe. Die bemalte Fläche der Kuppel nimmt ca. 400 m2 ein. Weiter unten, in den Zwickeln zwischen den Vierungsbögen, sind die vier lateinischen Kirchenväter dargestellt: Hieronymus mit Löwe und Kardinalshut, Augustinus mit flammendem Herzen und Buch, Ambrosius mit Bienenstock und Buch sowie Gregor der Große mit Tiara, Taube und Buch.

#### Fresken in Querarmen und Chor
Kleinere längsovale Fresken in den Querarmen thematisieren die Gaben des Heiligen Geistes, die als auf Wolken lagernde Allegorien dargestellt werden. Zu sehen sind im nördlichen Querarm die Stärke mit der Säule (Fortitudo) und der Verstand mit Öllampe, Schlange und Spiegel (Intellectus). Im südlichen Querarm sind es die Frömmigkeit mit dem Weihrauchfass (Pietas) und die Weisheit mit dem Sonnenstab (Sapientia).
Der Chor ist dem Pfingstwunder gewidmet. Hier zeigt die gemalte architektonische Rahmung ein Säulenrund mit Säulenädikulä auf mächtigen Konsolen, worüber sich eine kassettierte Kuppel erhebt. Maria sitzt im Kreis der Apostel, über ihren Köpfen schweben die in der Bibel genannten „Zungen wie von Feuer“. Auf Wolkensäulen fahren Engel nieder. Im sich zum Himmel öffnenden Oculus erscheint die Taube des Heiligen Geistes. Im Altarhaus hat das Fresko die Verehrung des Apokalyptischen Lammes zum Thema.

### Altäre

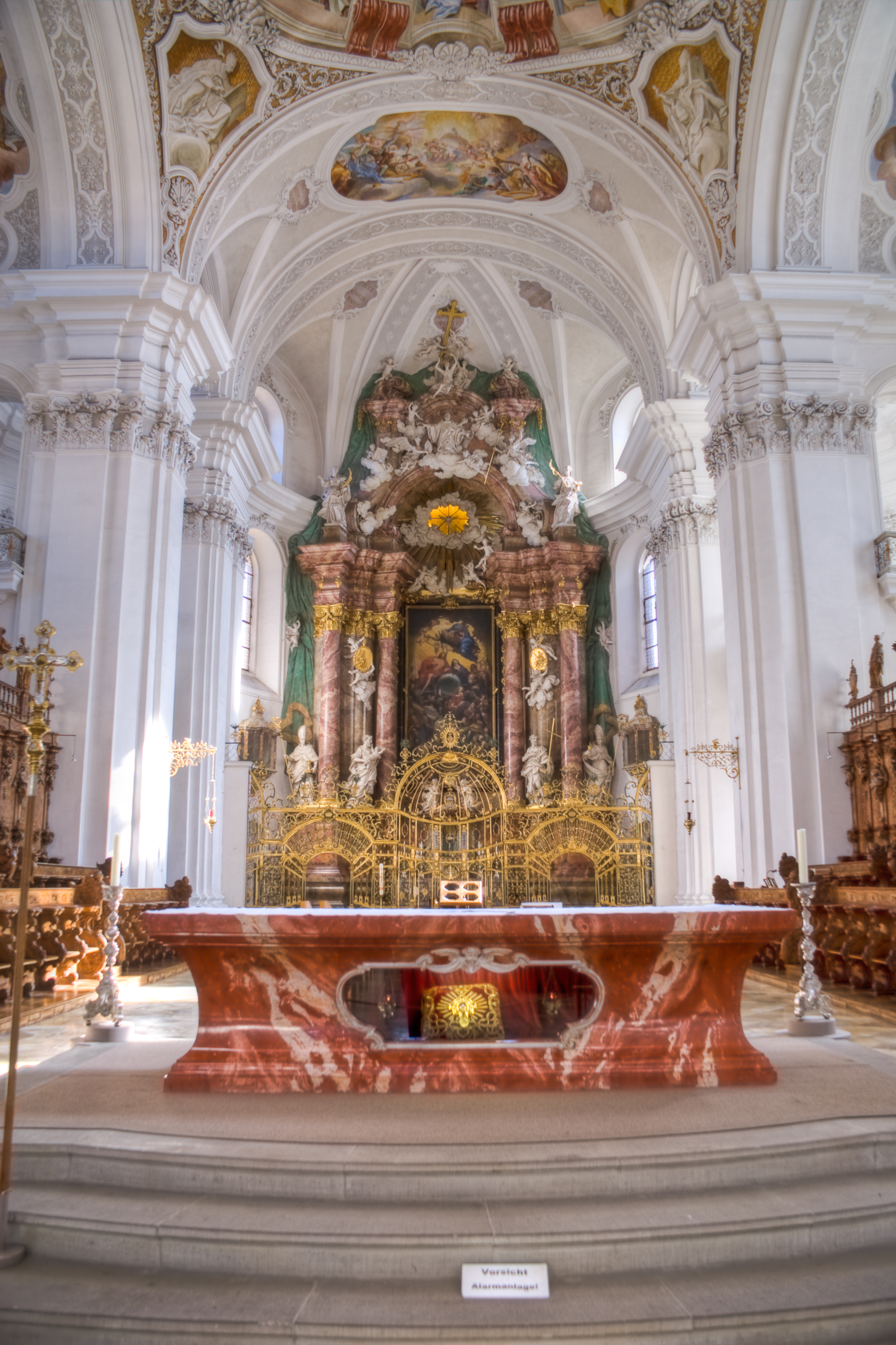
Blick auf Hoch- und Volksaltar

Der Hochaltar nach Entwurf von Frisoni fällt durch seine wirkungsvolle Säulen-Gebälk-Architektur auf. Die Figuren schuf Diego Carlone 1719–23, das Altarblatt Carlo Carlone. Das Hochaltargemälde zeigt, wie sich das Heilige Blut aus der Seitenwunde Christi über die von Engeln gestützte Weltkugel ergießt. Vier Heilige stehen vor den Säulen, von links nach rechts: der Bistumspatron Konrad von Konstanz, Joseph, Johannes der Täufer sowie Alto, der Stifter des bayerischen Klosters Altomünster, von wo aus das Kloster Weingarten mit Mönchen besiedelt wurde. Die weiblichen Heiligen auf Postamenten über dem Hauptgebälk sind links die hl. Christina (auch als hl. Ursula gedeutet), rechts die hl. Agatha. Im Auszug erscheint die Taube des Heiligen Geists umgeben von Wolkenkranz und Strahlenglorie. Darüber schwebt der bärtige hl. Benedikt, von Putten gen Himmel getragen. Er hat Kreuz und Ehrenkranz schon im Blick. Ein grüner Stuckvorhang fasst den Altar als Würdemotiv ein.
Dieselben Künstler schufen auch die beiden Querhausaltäre: Entwurf von Frisoni, Figuren von Diego Carlone. Im südlichen Querschiff steht der Sakramentsaltar. Das Altarblatt zeigt die Kreuzabnahme Christi, gemalt von Carlo Carlone. Die Heiligenfiguren sind die Eltern der Maria (Mutter Jesu), links der heilige Joachim und rechts die heilige Anna. Das Rundgemälde im Altarauszug zeigt Johannes an der Brust Jesu, gemalt von Leopold Greyßing. Auf den Giebelschrägen sitzen Engel. Die Engelsgestalt auf dem abschließenden Segmentgiebel präsentiert den heiligen Kelch.
Der Altar im nördlichen Querschiff ist der Kreuzigungsaltar. Das Altarblatt zeigt die Kreuzigung Christi, gemalt von Giulio Benso (1632). Die Heiligenfiguren sind links der heilige Paulus mit Buch und Schwert und rechts der heilige Petrus mit den Schlüsseln. Das Rundgemälde im Auszug, erneut von Leopold Greyßing, zeigt den auferstandenen Christus. Auch hier lagern Engel auf den Giebelschrägen. Die Engelsgestalt auf dem abschließenden Segmentgiebel präsentiert die Heilige Lanze.
Der dem Hochaltar vorgelagerte neobarocke Volksaltar wurde 1932 aufgestellt. Die Heilig-Blut-Reliquie ist mittig hinter einer Glasscheibe ausgestellt.

### Gruft der Grafen zu Königsegg-Aulendorf
Unter dem Kreuzabnahme-Altar im südlichen Querschiff befindet sich eine Grablege des Gräflichen Hauses zu Königsegg-Aulendorf, das seine Verstorbenen zwischen dem 13. und 16. Jahrhundert im Bereich der Vorgängerkirche begraben hatte und für deren Gebeine in der neuen Kirche eine Gruft gebaut wurde.
Das Haus Königsegg-Aulendorf ist in besonderer Weise dem Kloster Weingarten verbunden. In der 2. Hälfte des 13. Jahrhunderts hatten sie Vogteirechte (Schutz und Schirm) über das Kloster Weingarten, und von 1246 an (bis 1545) wurden sie in der sogenannten Königsegger Kapelle des dortigen romanischen Münsters beigesetzt. Sie erwarben sich durch ihr Eintreten für das Kloster den Ehrentitel „Auserlesene Beschützer des Allerheiligsten Blutes“.
Auch heute noch hat das Haus Königsegg-Aulendorf das Recht, seine Verstorbenen dort begraben zu dürfen. Die Hauptgrablege der Königsegger ist mittlerweile allerdings die Gruftkapelle in der Schlosskirche St. Martin zu Aulendorf St. Martin (Aulendorf).

### Welfengruft und -fresken
Das Kloster wurde 1056 von Welf IV. als Grablege gestiftet. In der romanischen Vorgängerkirche befanden sich die Welfengräber in der Stifter- und Heilig-Blut-Kapelle im Westwerk zwischen den Portalen. Beim barocken Neubau wurden 1724 die sterblichen Überreste von neun Mitgliedern der Welfenfamilie in eine neue Gruft im nördlichen Querschiff umgebettet, wo sich auch der Kreuzigungsaltar befindet, der ursprünglich im Tabernakel die Heilig-Blut-Reliquie barg.
König Georg V. von Hannover besuchte 1852 die Stätte seiner Vorfahren, die sich in keinem würdevollen Zustand mehr befand. Er ließ unter Mitwirkung des Münchener Hofbaumeisters Leo von Klenze die Grabstätte 1859/60 im neoromanischen Stil restaurieren. In die 1724 durch Kaspar Thumb vor dem Kreuzigungsaltar halbrund aufgestellte Balustrade wurde eine Steinplatte mit der Aufschrift „Welfengruft“ und darüber das Wappen Georgs V. eingesetzt. Rechts und links sind Reliefs mit seinen Wappentieren, dem Einhorn und dem Löwen. Auf dem Wappen steht der Leitspruch „Suscipere et Finire“ (Anfangen und beenden). In einem Granitmarmorsarkophag des Münchener Bildhauers Sickinger ruhen in der den Besuchern der Kirche normalerweise nicht zugänglichen Gruft neun Mitglieder der Welfenfamilie, von der auch das britische Königshaus abstammt.
Die Welfen sind auch in den Deckenfresken verewigt, die Cosmas Damian Asam zwischen 1718 und 1720 schuf. Dabei griff er auf Abbildungen aus dem Weingartener Stifterbüchlein zurück. Sie befinden sich in den Quertonnen beiderseits des Heilig-Blut-Freskos, des ersten vor der Orgelempore.
In der südlichen Quertonne sind von West nach Ost abgebildet:
- Wulfhild († 1126, Frau von Heinrich dem Schwarzen) und Sophia
- Welf V., Heinrich der Schwarze und Welf VI.
- Welf IV., der 1056 das Kloster stiftete, und seine Gattin Judith von Flandern. Sie hält in der einen Hand ein Reliquiar und in der anderen die Heilig-Blut-Reliquie, die sie 1094 den Mönchen vermachte.

In der nördlichen Quertonne sind von West nach Ost abgebildet:
- Heinrich (Sohn von Rudolf) und Welf III.
- Heinrich (Graf von Altdorf), Welf I. und Hatta von Hohenwart. – Heinrich und Hatta waren die Eltern des heiligen Konrad.[13]
- Rudolf und Welf II.

Welf VI. und sein Sohn Welf VII. sind nicht in Weingarten, sondern in dem von ihnen gestifteten Kloster Steingaden in der Klosterkirche St. Johannes Baptist, auch „Welfenmünster“ genannt, bestattet.
Im nördlich an die Basilika angrenzenden Klosterinnenhof erinnert seit 1999 eine Kopie des Braunschweiger Löwen daran, dass Altdorf/Weingarten vom 9. bis 11. Jahrhundert der Stammsitz der Welfen war.

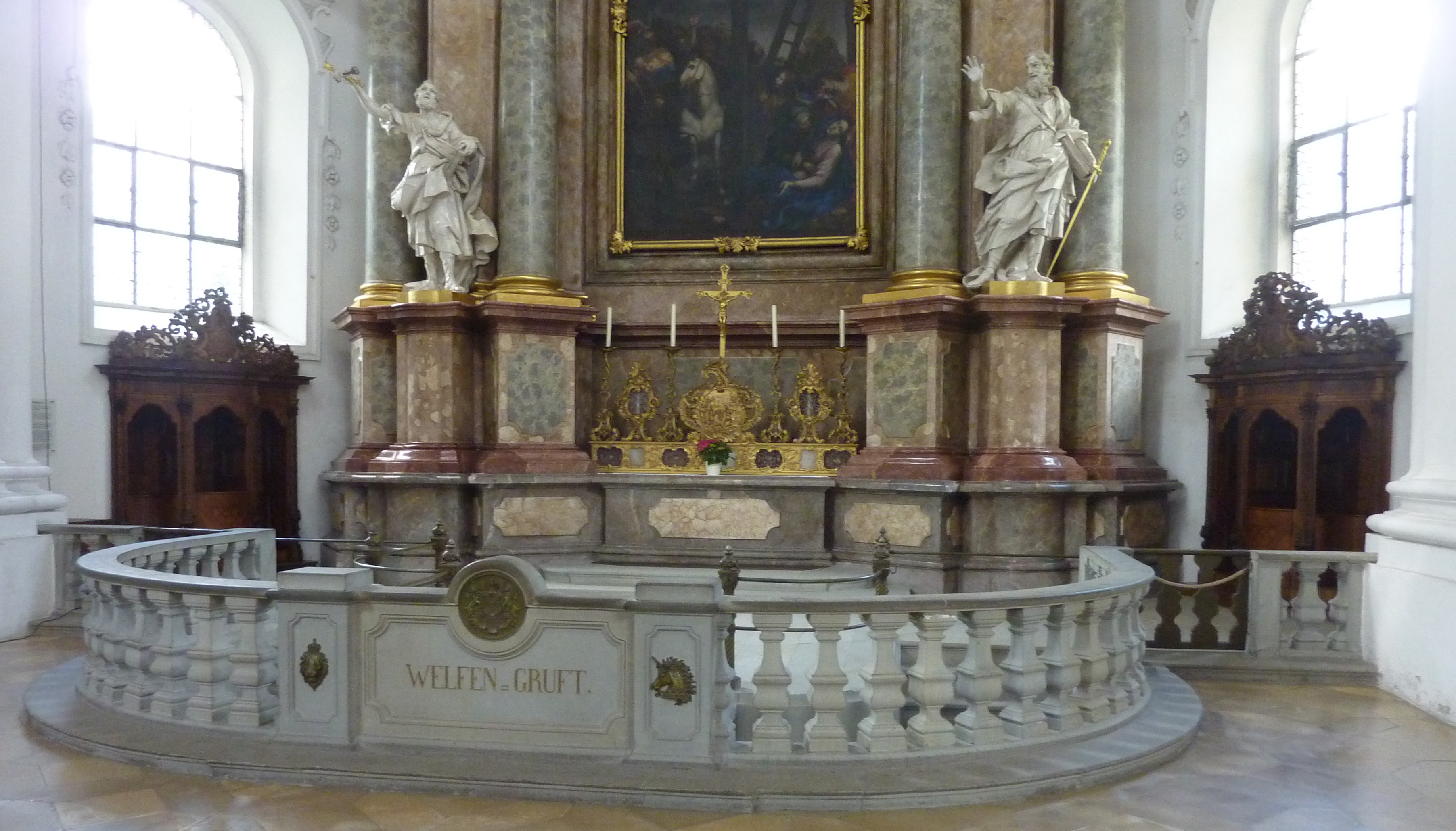
Welfengruft im nördlichen Querschiff
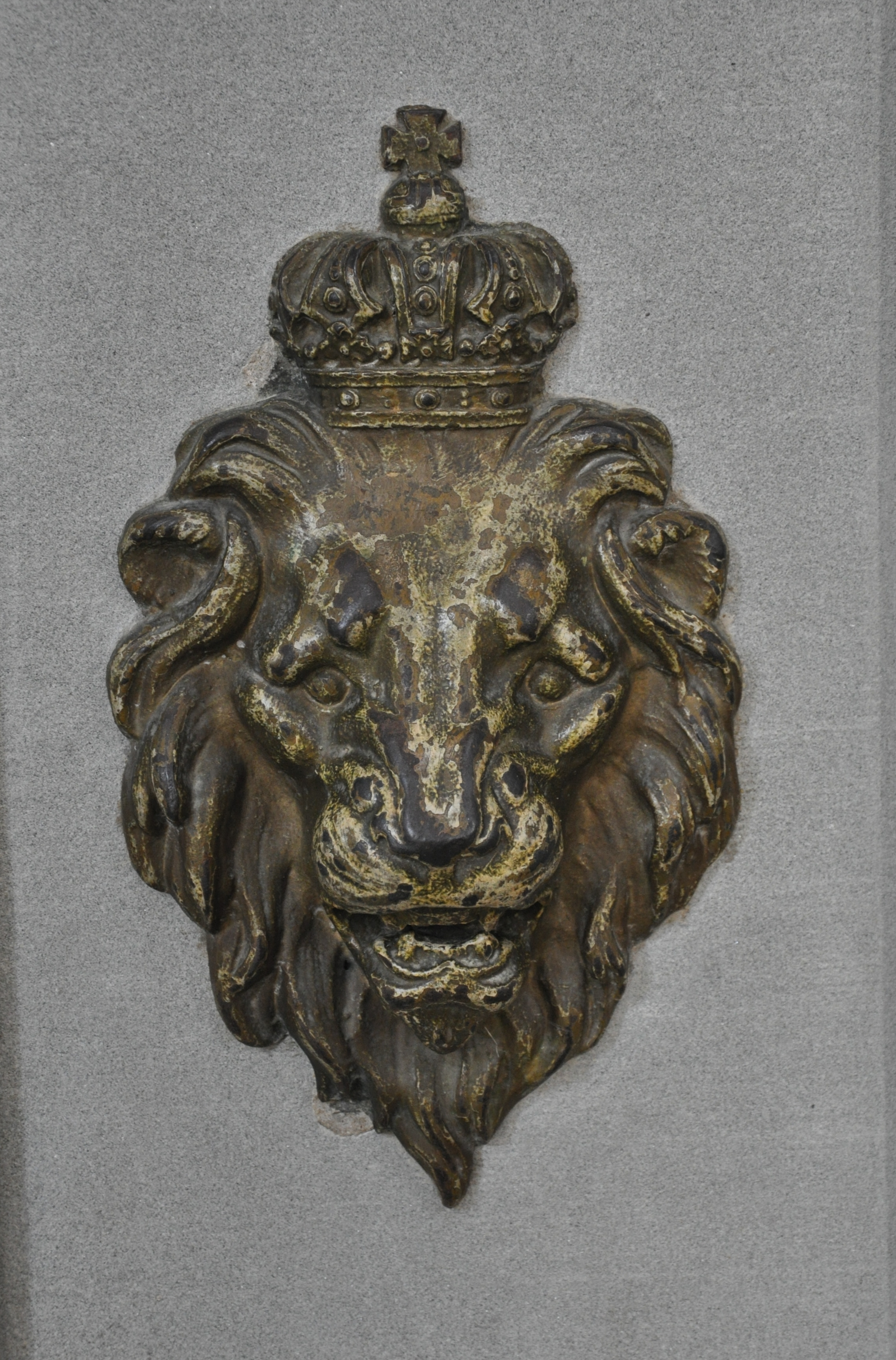
Löwen-Relief an der Welfengruft
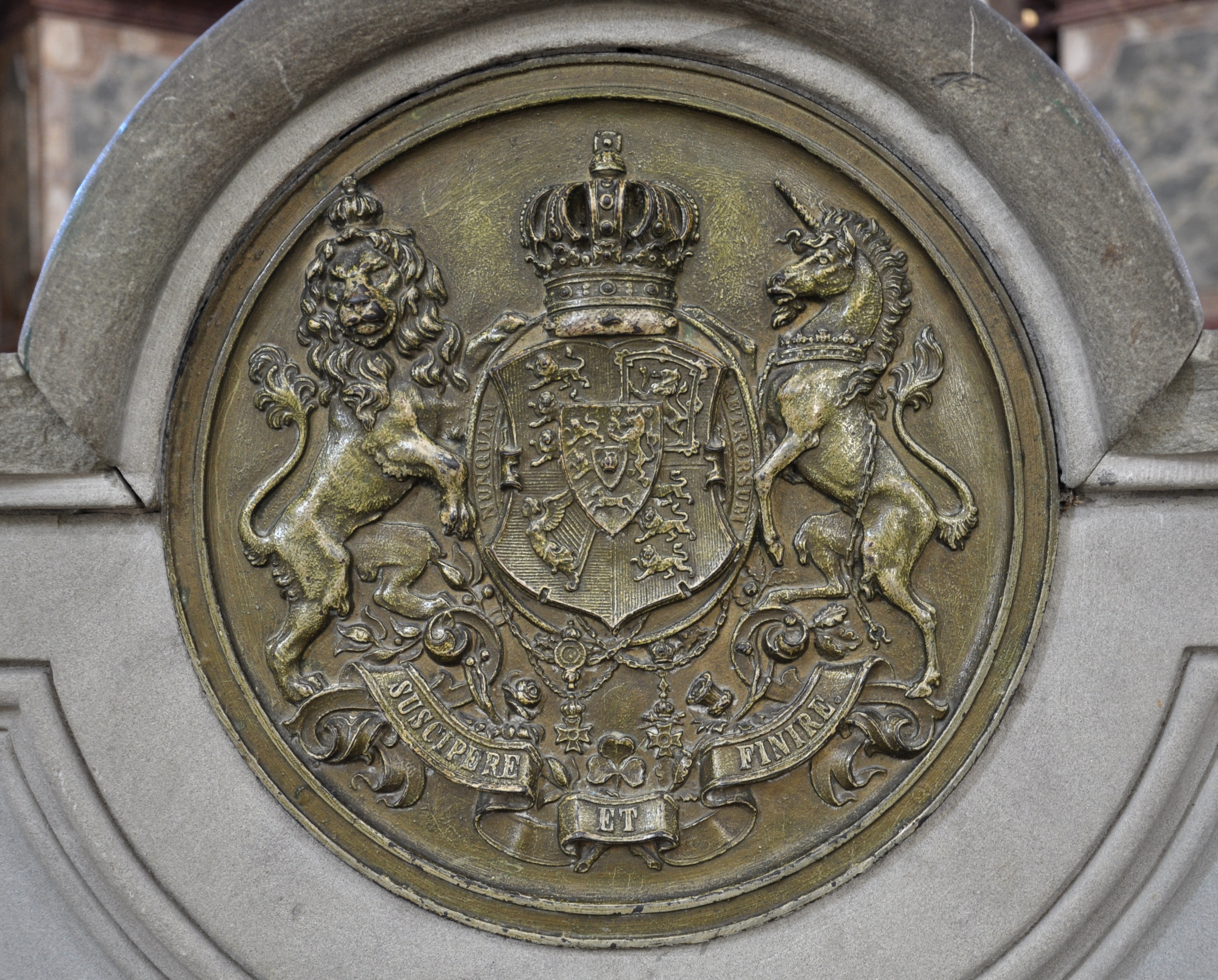
Wappen von Georg V. an der Welfengruft
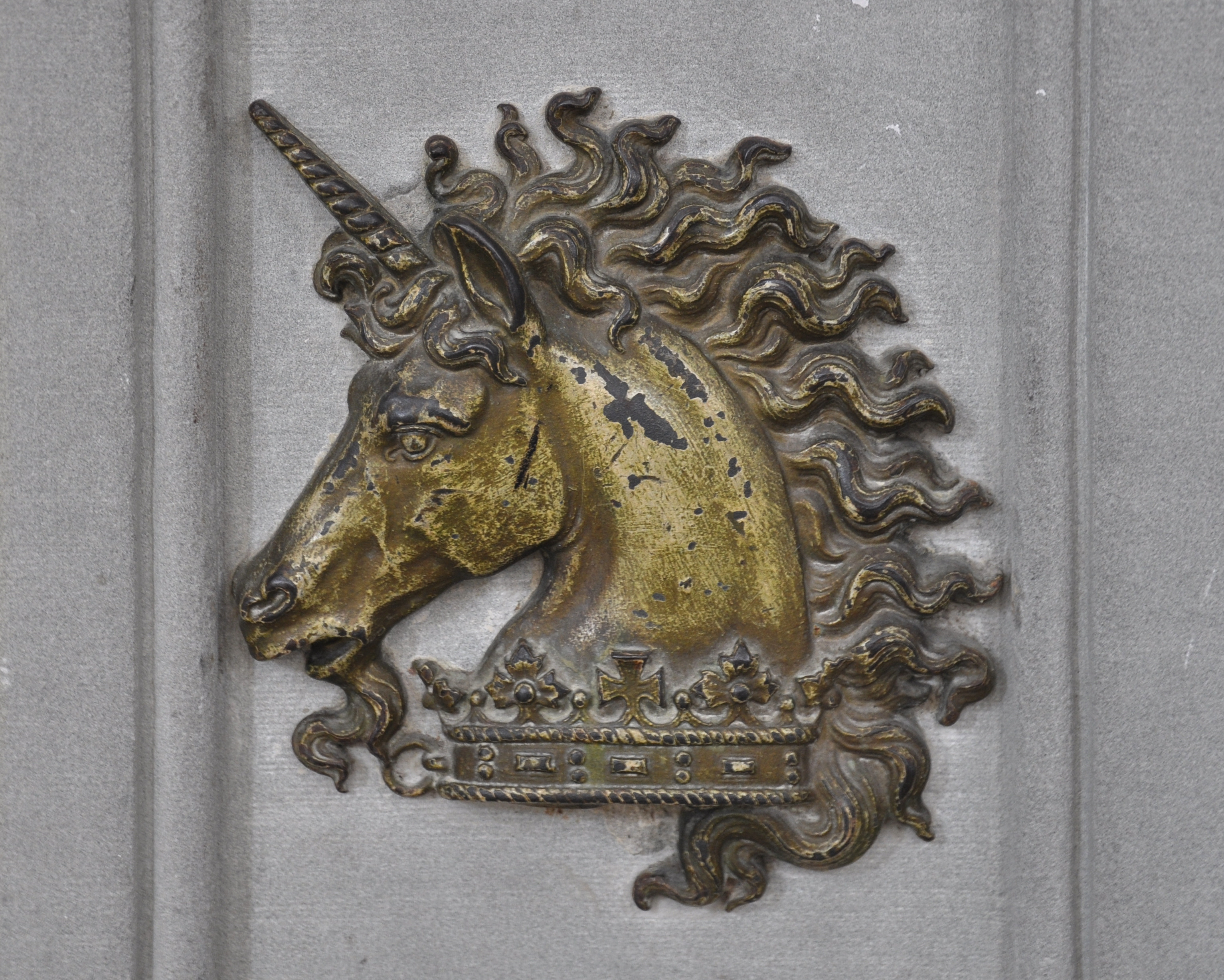
Einhorn-Relief an der Welfengruft
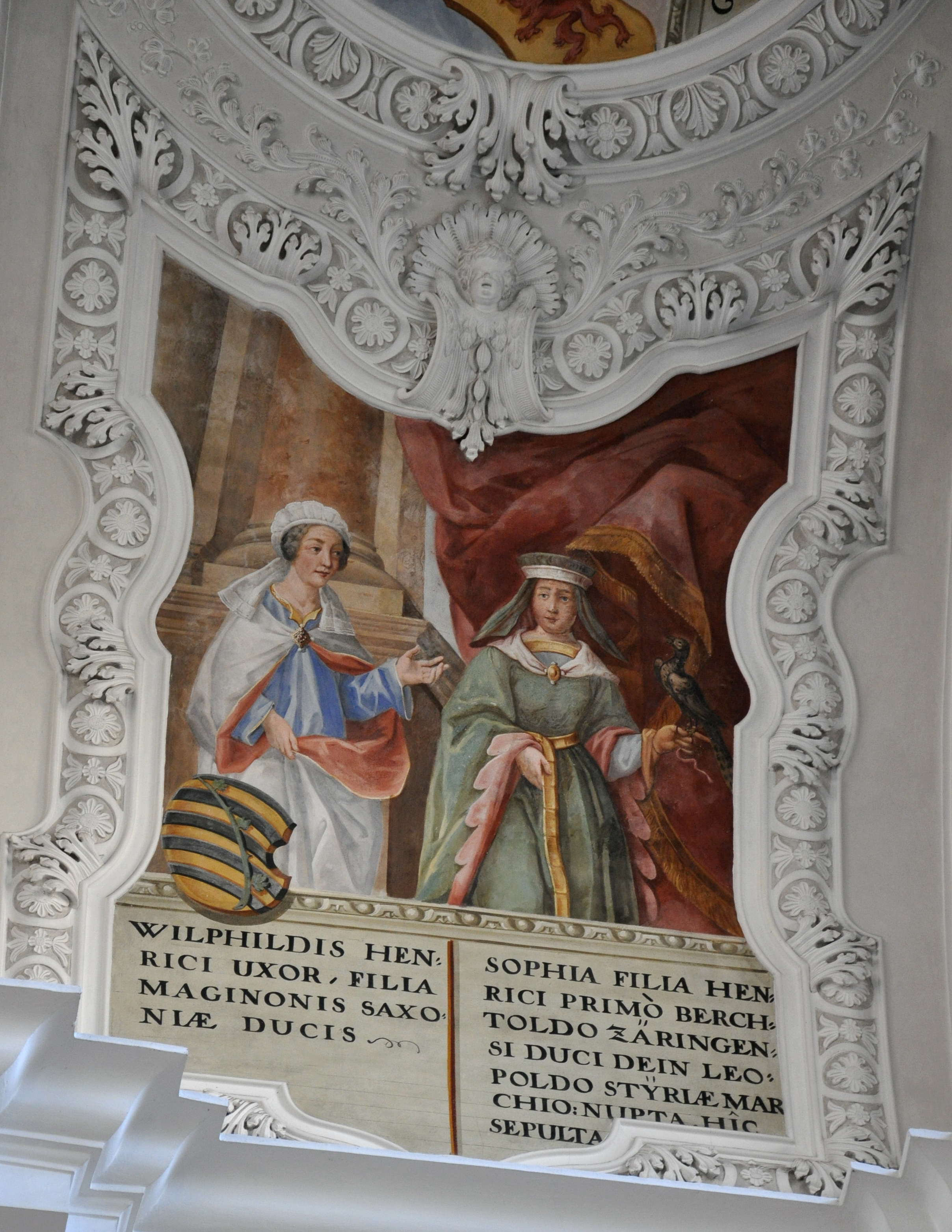
Wulfhild und Sophia
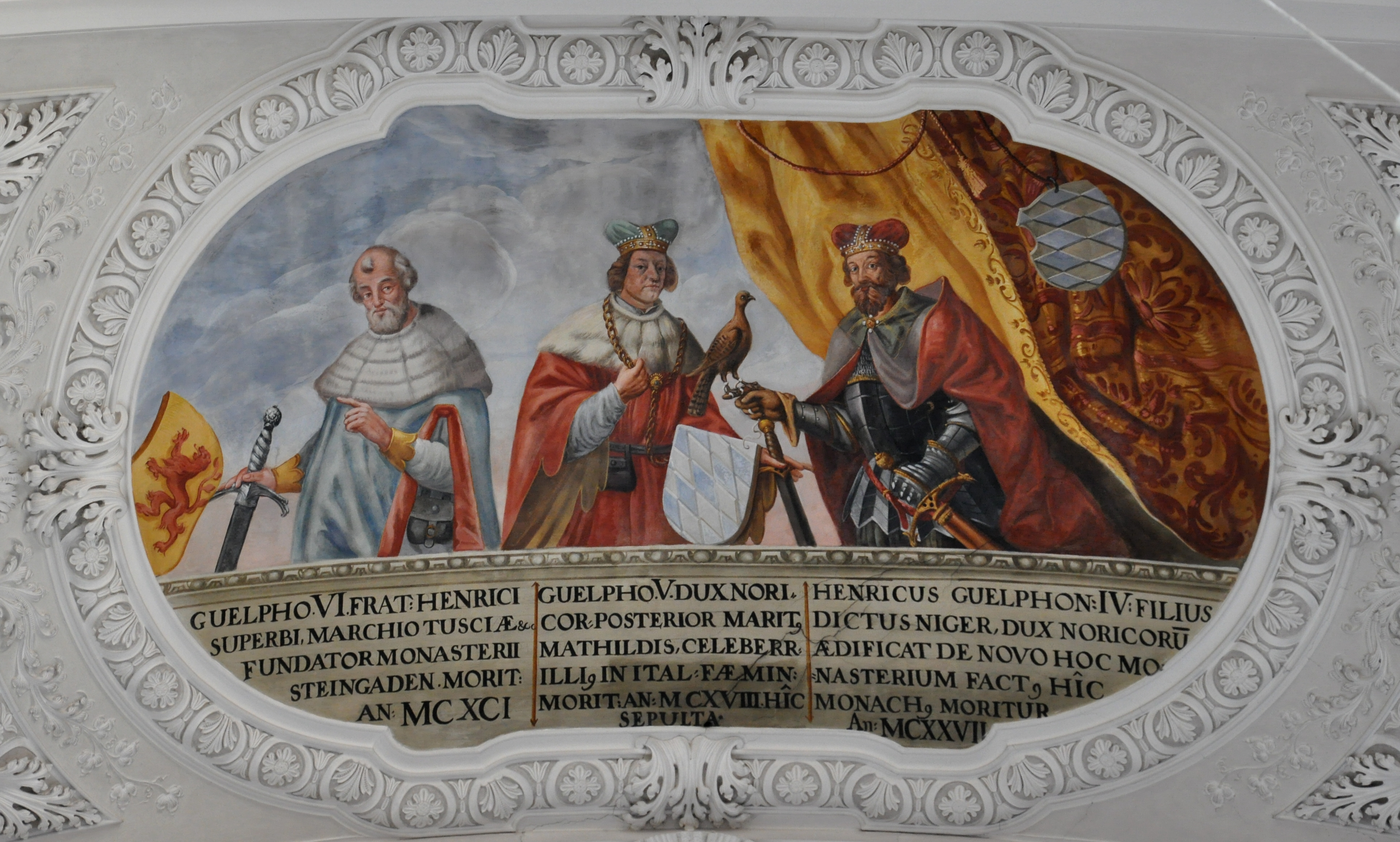
Welf V., Heinrich der Schwarze und Welf VI.
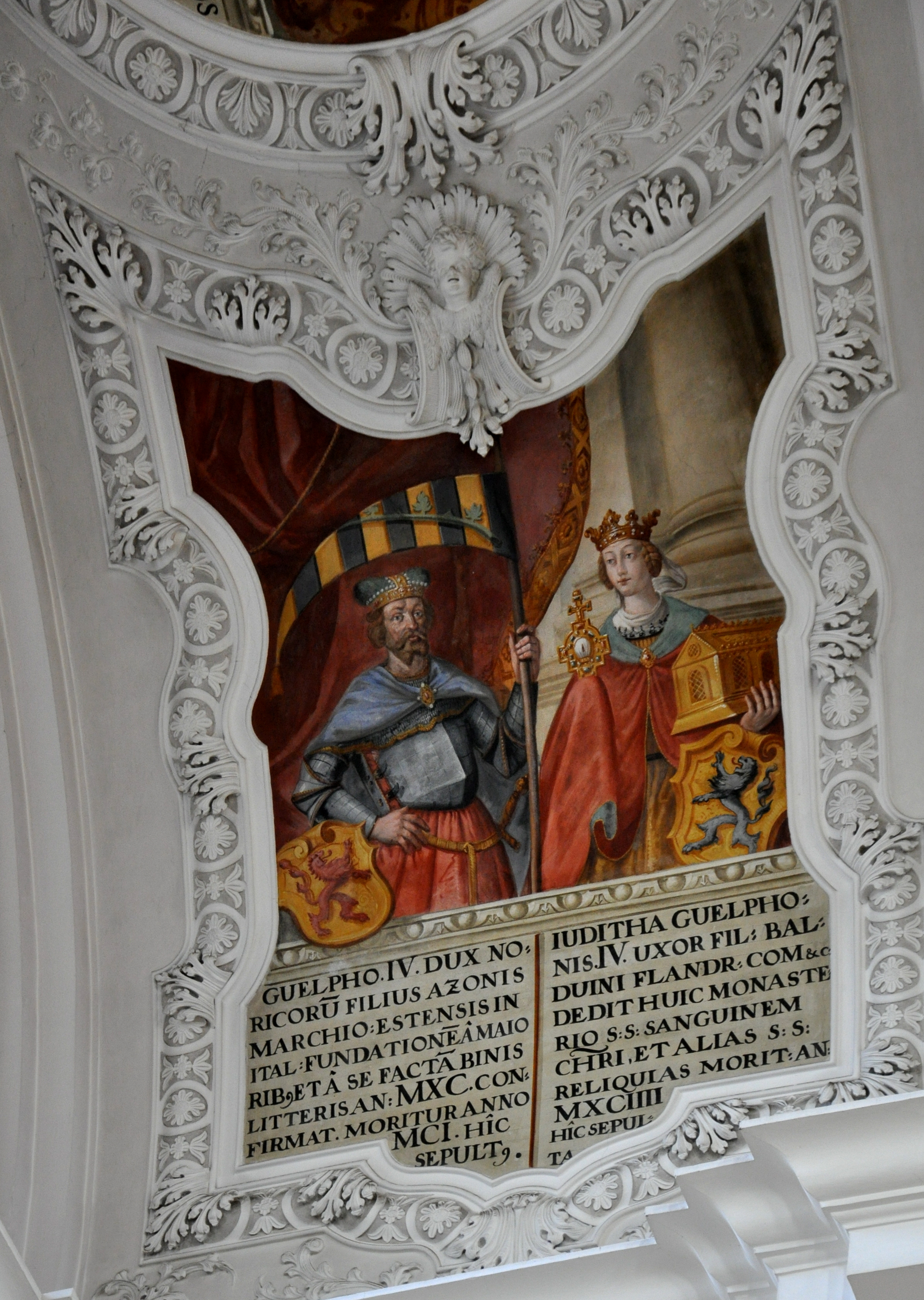
Welf IV. und Judith von Flandern
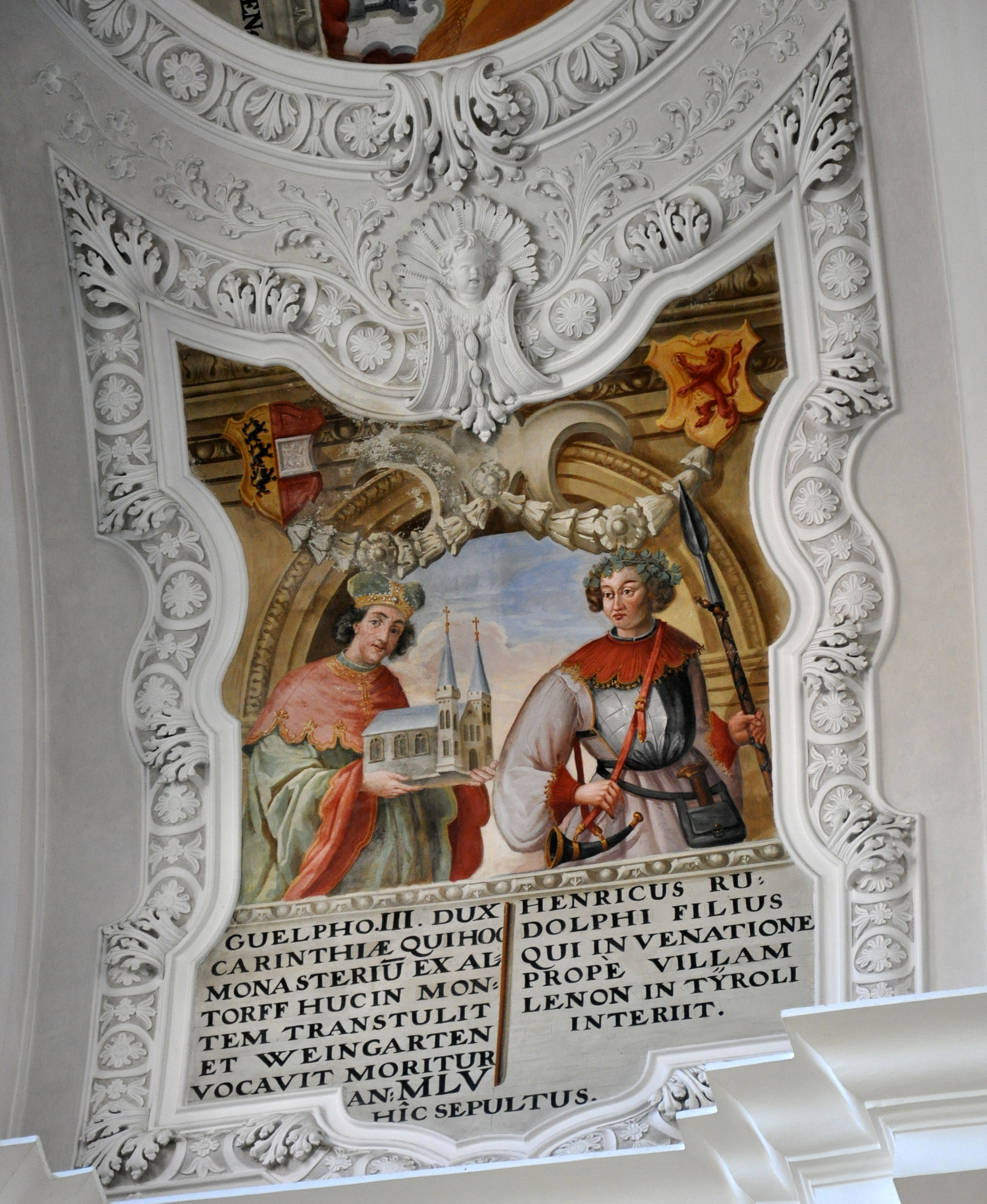
Welf III. und Heinrich
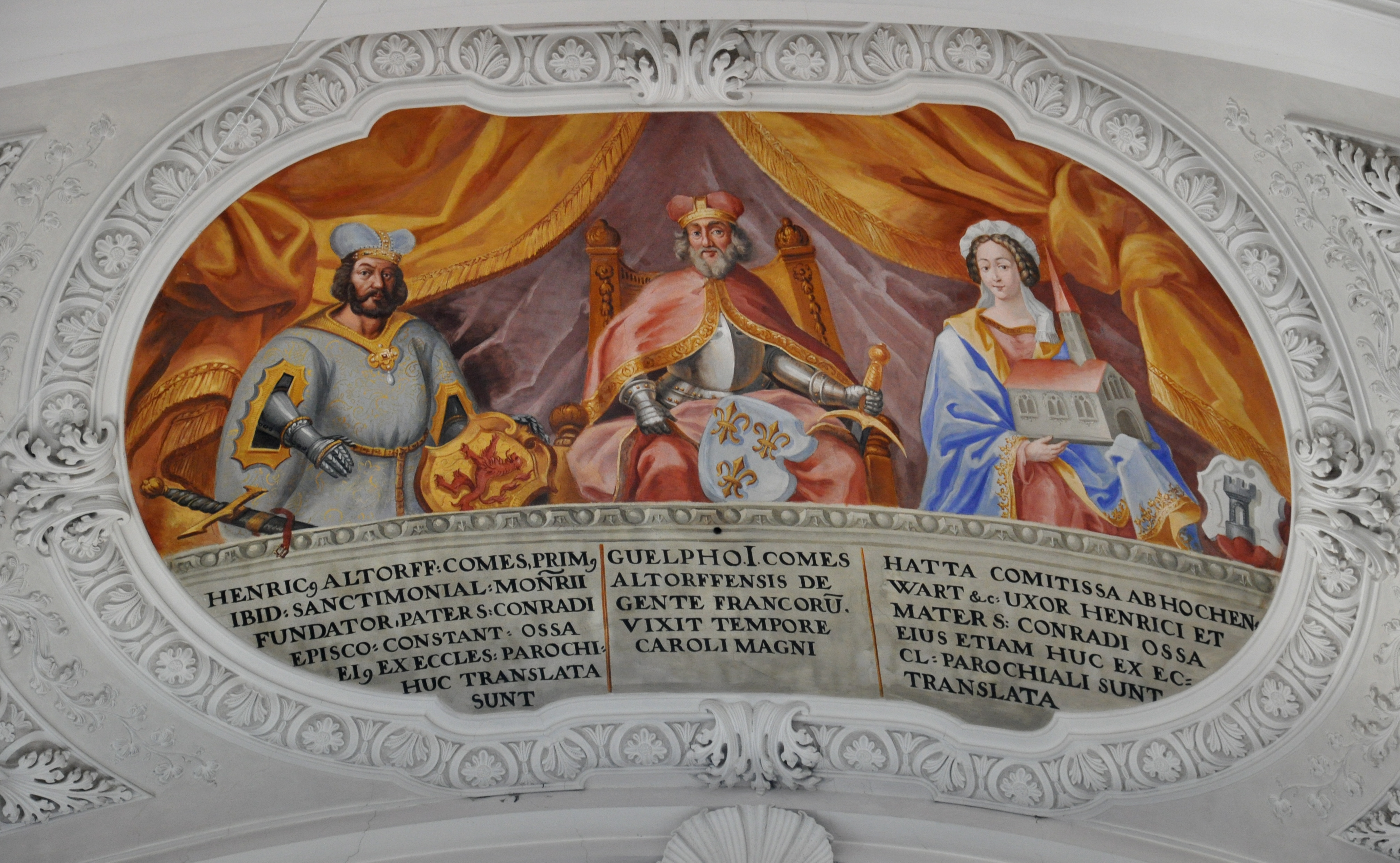
Heinrich (Graf von Altdorf), Welf I. und Ata von Hohenwart
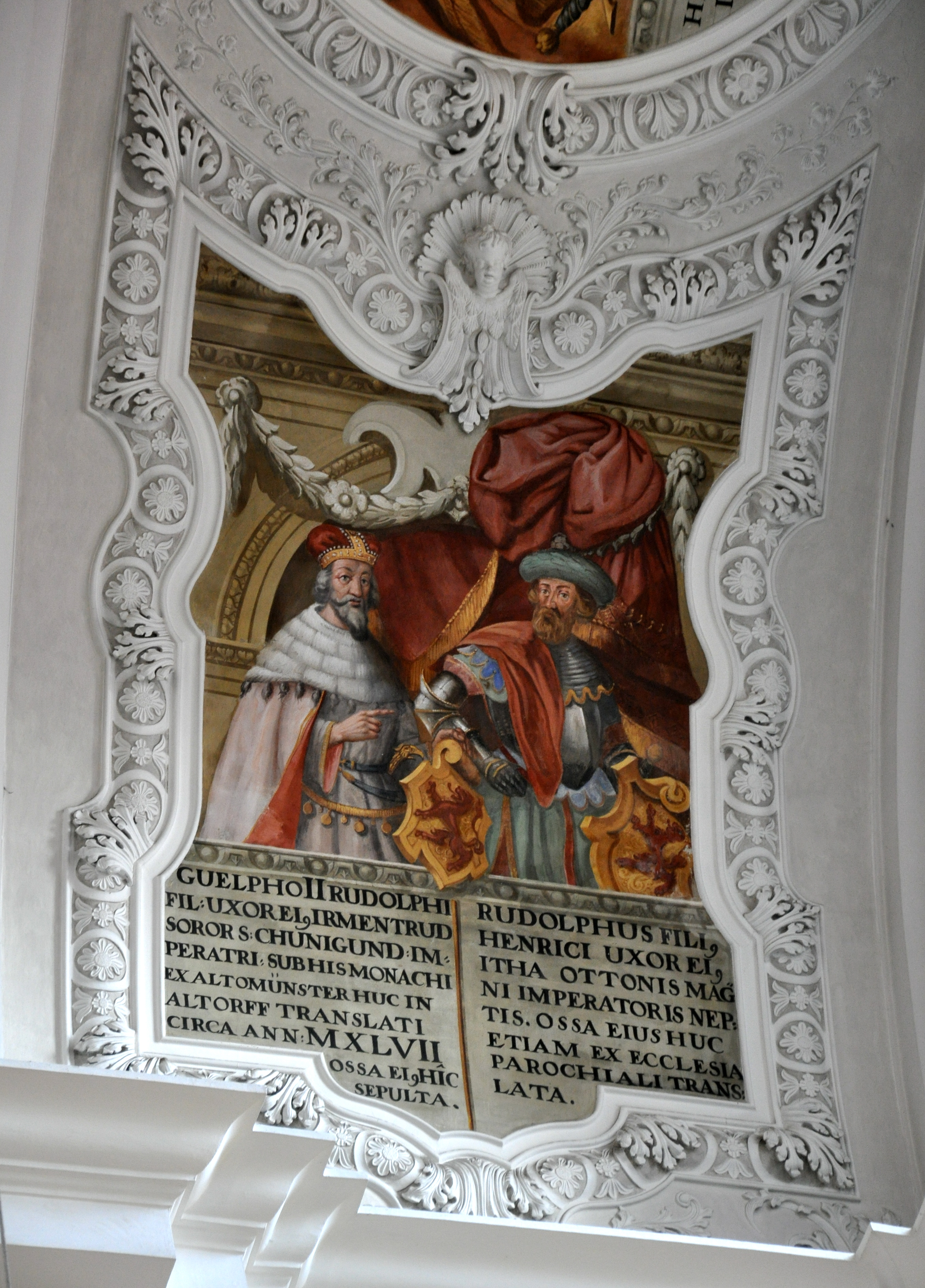
Rudolf und Welf II.
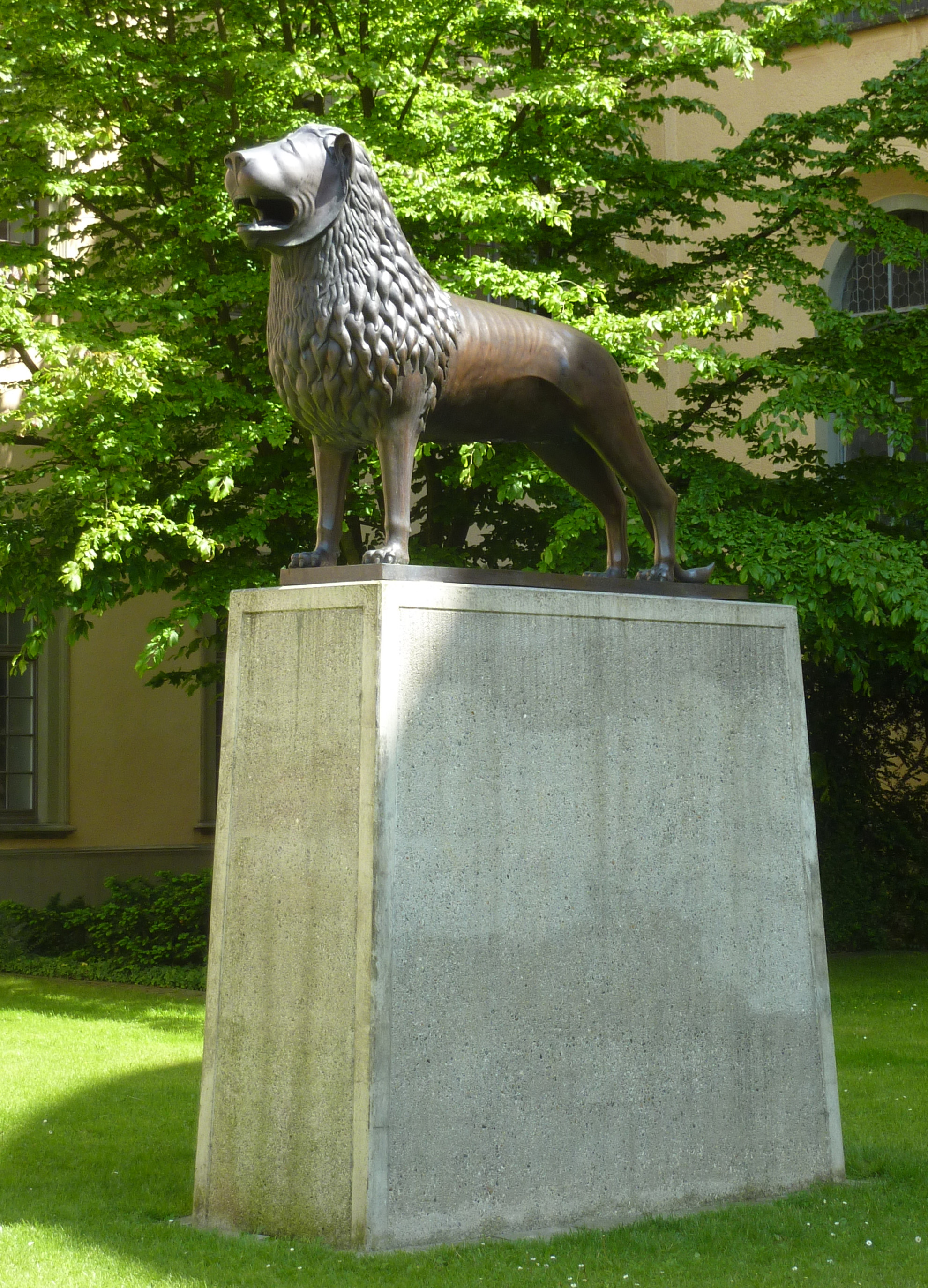
Kopie des Braunschweiger Löwen im Klosterinnenhof

### Orgeln
Die Hauptorgel der Basilika von Joseph Gabler gilt als eine der bedeutendsten erhaltenen Barockorgeln in Süddeutschland.

### Glocken
Das Geläut der Basilika St. Martin besteht aus acht Glocken.
Die Hosanna ist die älteste und mit 6.190 kg größte Glocke der Basilika sowie der Diözese Rottenburg-Stuttgart. Sie wurde 1490 vom Stuttgarter Glockengießer Hans Ernst gegossen. Ein Riss wurde 1968/1990 von der Glockenschweißerei Lachenmeyer instand gesetzt. Die Glocke ist mit reichhaltigem Reliefschmuck versehen, der erstmals Bezug auf den Blutritt nimmt. Die Glocke wird zwar nur sehr selten geläutet, ist jedoch regelmäßig zum Nachschlagen der vollen Stunden zu hören.
Zu ihrer Entlastung wurde 1993 von der Glockengießerei Bachert die 4.400 kg schwere Gloriosa als neue Festglocke gegossen und mit in den Hosannaturm gehängt.
Die übrigen sechs Glocken hängen auf dem anderen Turm und stammen aus den Jahren 1957, 1748, 1747, 1626 und 1519. Nach Tonhöhe sortiert erklingt das Geläut ungefähr in den Schlagtönen a0, h0, d1, e1, fis1, gis1, h1 und d2. Weiterhin hängen im Dachreiter über dem Chorraum drei kleine Glocken.
| Glocke | Name                 | Schlagton | Gewicht | Gussjahr | Gießer                                           | Hängeort   |
| ------ | -------------------- | --------- | ------- | -------- | ------------------------------------------------ | ---------- |
| 1      | Hosanna              | h0        | 6190 kg | 1490     | Hans Ernst, Stuttgart                            | Nordturm   |
| 2      | Gloriosa             | a0        | 4440 kg | 1994     | Bachert, Heilbronn                               | Nordturm   |
| 3      | Maria („Salzglocke“) | cis1      | 2300 kg | 1519     | Volmer, Biberach                                 | Südturm    |
| 4      | Christus Salvator    | e1        | 1250 kg | 1957     | Gebhard, Kempten                                 | Südturm    |
| 5      | Konrad               | fis1      | 0860 kg | 1957     | Gebhard, Kempten                                 | Südturm    |
| 6      | Benedikt             | gis1      | 0460 kg | 1748     | Abraham Brandtmair und Franciscus Kern, Augsburg | Südturm    |
| 7      | Pius X.              | h1        | 0370 kg | 1957     | Gebhard, Kempten                                 | Südturm    |
| 8      | Josef                | cis2      | 0245 kg | 1747     | Abraham Brandtmair und Franciscus Kern, Augsburg | Südturm    |
| 9      | Dreikönig            | c2        | 0170 kg | 1788     | Felix Koch, Salem                                | Dachreiter |
| 10     | Schutzengel          | fis2      | 0085 kg | 1957     | Gebhard, Kempten                                 | Dachreiter |
| 11     | Heilig Blut          | h2        | 0040 kg | 1624     | Johann Baptista Ernst, Lindau                    | Dachreiter |

Siehe auch
- Schauspiel zum Geburtstag des verehrungswürdigen Herrn Sebastian, des hoch geehrten Regenten Weingartens, am 20. Januar 1717

### Sagen und Geschichten rund um die Basilika Weingarten
Zu den bekanntesten Sagen und Geschichten gehören:
- Die Geschichte zur vox humana der Gabler-Orgel, da der Erbauer der Orgel Joseph Gabler angeblich seine Seele dem Teufel verschrieben habe, damit dieser ihm im Gegenzug die menschliche Stimme für die Orgel bereit stelle[16]
- die Sage zur Hosanna-Glocke, deren schöner Klang bei entsprechender Nordwind-Lage bis nach St. Gallen zu hören sei; die Bürger der Stadt St. Gallen glaubten aber auch, dass der Klang der Glocke das schlechte Wetter von Norden nach St. Gallen treiben würde und beschlossen daher, die Glocke zu stehlen, der anfangs erfolgreich umgesetzte Plan scheiterte letztlich daran, dass der Transportwagen mit der Beute bei Buchhorn (heute Friedrichshafen) stecken blieb und sich nicht mehr bewegen ließ und so von den bestohlenen Weingärtlern wieder eingefangen und zurückgebracht werden konnte.[17]